# Tem (langue)
Pour les articles homonymes, voir Tem.
Ne doit pas être confondu avec la race de chevaux Koto-koli
Le tem, aussi appelé kotokoli, est une langue gourounsi parlée au Togo mais aussi au Ghana et au Bénin. Elle est parlée principalement par les Tem .

## Écriture
| Alphabet   | Alphabet | Alphabet | Alphabet | Alphabet | Alphabet | Alphabet | Alphabet | Alphabet | Alphabet | Alphabet | Alphabet | Alphabet | Alphabet | Alphabet | Alphabet | Alphabet | Alphabet | Alphabet | Alphabet | Alphabet | Alphabet | Alphabet | Alphabet | Alphabet | Alphabet | Alphabet | Alphabet | Alphabet | Alphabet | Alphabet | Alphabet | Alphabet | Alphabet | Alphabet |
| ---------- | -------- | -------- | -------- | -------- | -------- | -------- | -------- | -------- | -------- | -------- | -------- | -------- | -------- | -------- | -------- | -------- | -------- | -------- | -------- | -------- | -------- | -------- | -------- | -------- | -------- | -------- | -------- | -------- | -------- | -------- | -------- | -------- | -------- | -------- |
| majuscules | A        | B        | C        | D        | Ɖ        | E        | Ɛ        | F        | G        | Gb       | H        | I        | Ɩ        | J        | K        | Kp       | L        | M        | N        | Ny       | Ŋ        | Ŋm       | O        | Ɔ        | P        | R        | S        | T        | U        | Ʊ        | V        | W        | Y        | Z        |
| minuscules | a        | b        | c        | d        | ɖ        | e        | ɛ        | f        | g        | gb       | h        | i        | ɩ        | j        | k        | kp       | l        | m        | n        | ny       | ŋ        | ŋm       | o        | ɔ        | p        | r        | s        | t        | u        | ʊ        | v        | w        | y        | z        |

Le ton haut est indiqué avec l’accent aigu ‹ á é ɛ́ í ɩ́ ó ɔ́ ú ʊ́ ›, l’absence d’accent indique le ton bas.
Les voyelles longues sont représentées en doublant la lettre ‹ aa ee ɛɛ ii ɩɩ oo ɔɔ uu ʊʊ ›, chacune d’elles pouvant porter l’accent aigu si le ton est haut ‹ áá ›, la première uniquement si le ton est descendant ‹ áa ›, le seconde si le ton est montant ‹ aá ›.

## Littérature en langue tem
Pour la littérature en langue tem, voyez l'article Tem (peuple).

#### Utilitaires d'apprentissage de la langue
- Apprendre à lire tem en 15 leçons, Sokodé, ADELME-Tem, 2009, 3e éd., 25 p. (lire en ligne)
- « Tem written with Latin script: Symbols & Characters », sur ScriptSource.org

#### Éditions de textes kotokoli
- Aledjou Affo Laré et Silvano Galli, La Fille à la main coupée. Contes kotokoli, Kolowaré, 2006.
- Aledjou Affo Laré, Tcha-Djéri Bédéwiya et Silvano Galli, Quand les Souliers parlaient aux hommes. Contes Tem, Kolowaré, 2007.
- Silvano Galli, Le Puits du savoir. Contes kotokoli, édition bilingue kotokoli-français, textes transcrits par Tcha-Djéri Bédéwiya, traduction par Affo Laré, Kpazin Edmond et Silvano Galli, Kolowaré, 2008, 272 pages.
- Komia Agbetiata et Yao Nambou, Contes du Togo, CLE International, 1980.
- Michel Guichard, D'une sagesse à l'autre, Cotonou, 2004.
- Zakari Tchagbale et Suzanne Lallemand, Toi et le Ciel, Vous et la Terre, Contes paillards Tem du Togo, Paris, Selaf, 1982.